# Sóc linh dương Harris
Sóc linh dương Harris, tên khoa học Ammospermophilus harrisii, là một loài động vật có vú trong họ Sóc, bộ Gặm nhấm. Loài này được Audubon & Bachman mô tả năm 1854. Loài này được tìm thấy ở Arizona và New Mexico, Hoa Kỳ, và ở Sonora, México.
Loài này được đặt theo tên Edward Harris.

## Hình ảnh

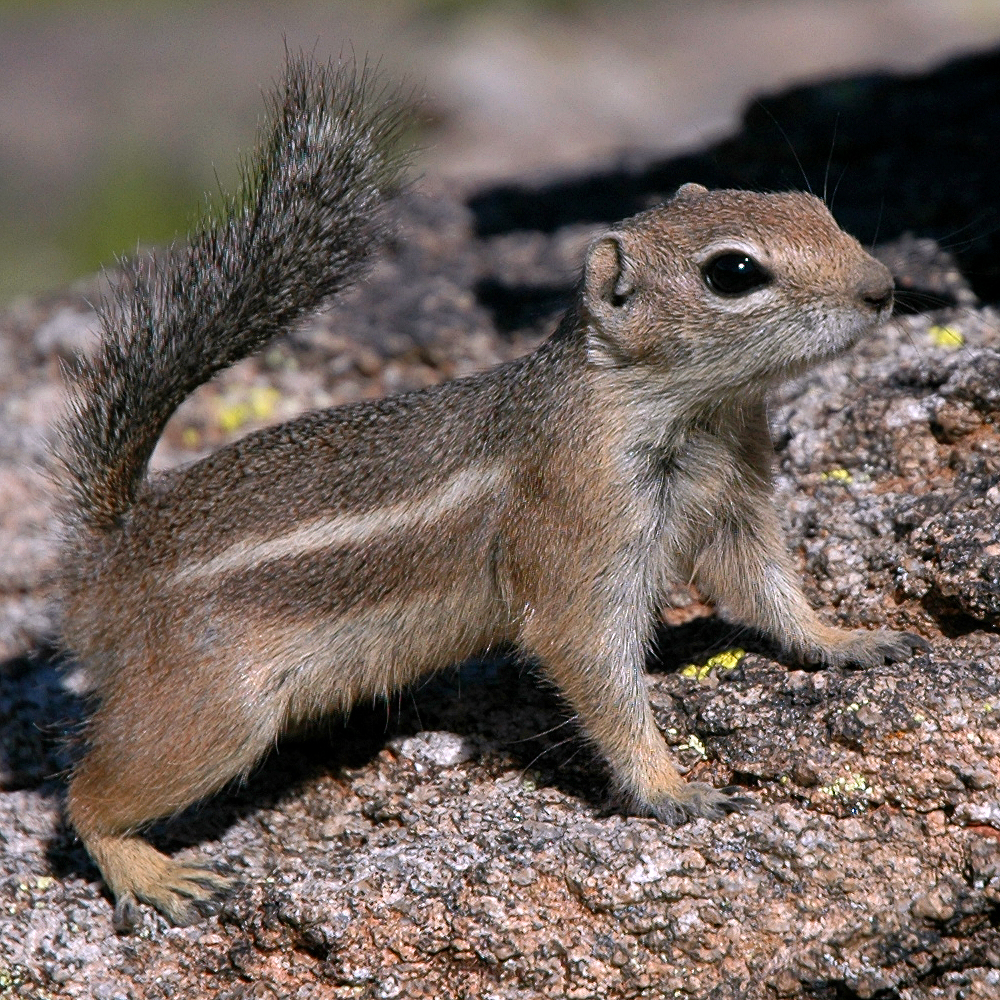
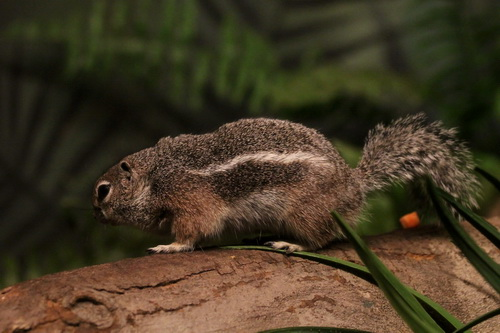
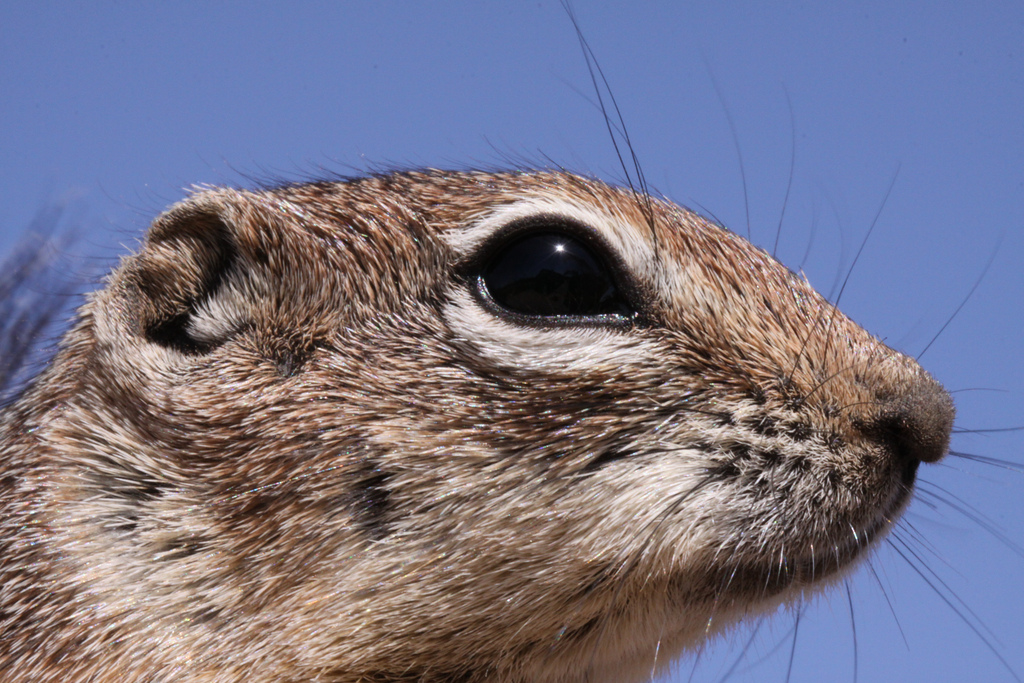
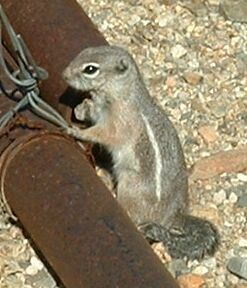

## Phân loài
- Ammospermophilus harrisii harrisii
- Ammospermophilus harrisii saxicolus